# Collezione Titta Ruffo
La collezione Titta Ruffo è una raccolta di costumi e oggetti di scena appartenuti al famoso baritono Titta Ruffo, donati al Comune di Pisa dal figlio, dopo la scomparsa del padre. Il materiale è esposto nella seconda galleria del Teatro Verdi di Pisa.
I costumi di scena sono in tutto 43, ai quali vanno aggiunti accessori, armi bianche da scena, gioielli, parrucche, caricature, fotografie, spartiti, libri, eccetera.
A partire dal 1999 i materiali sono stati restaurati, studiati e catalogari dall'Ente del Teatro Verdi di Pisa. L'esposizione per ragioni conservative ruota periodicamente (circa ogni due anni) e i costumi esposti attualmente sono sedici.